# Ruth Gavison
Ruth Gavison (Jerusalém, 28 de março de 1945 – 15 de agosto de 2020) foi uma advogada, activista pelos direitos humanos, académica e escritora israelita. Durante anos foi a Presidente do Israel Democracy Institute.
Nasceu em Jerusalém em 1945. Terminou sua licenciatura em Economia e Filosofia em 1970 na Universidade Hebraica de Jerusalém.
Fez-se Doutora em Filosofia do Direito na Universidade de Oxford. Escreveu e publicou artigos em numerosos meios de comunicação israelitas.
Morreu no dia 15 de agosto de 2020, aos 75 anos.